# Uni Girona Club Bàsquet
O Uni Girona Club Bàsquet, conhecido também como Spar Citylift Girona por motivos de patrocinadores, é um clube profissional de basquetebol feminino localizado na cidade de Girona, Comunidade Autônoma da Catalunha, Espanha que atualmente disputa a LFB e a Eurocopa. Manda seus jogos no Pavilhão Municipal Girona Fontajau com capacidade de 5.500 espectadores.
A equipe gironesa tornou-se proeminente nas últimas temporadas tendo disputado as finais entre 2015-2017 e conquistado a LFB na temporada 2015, quando também conquistou a Supercopa.

## Histórico de Temporadas
| Temporada | Nível | Liga | Liga  | Liga | Liga          | Copa Nacional | Competição Europeia        |
| Temporada | Nível |      | TR    | PL   | Resultado     | Copa Nacional |                            |
| --------- | ----- | ---- | ----- | ---- | ------------- | ------------- | -------------------------- |
| 2008-09   | 2     | LF2  | 26-2  | 2-3  | Campeã        |               |                            |
| 2009-10   | 1     | LFB  | 13-13 |      |               |               |                            |
| 2010-11   | 1     | LFB  | 13-13 |      |               |               |                            |
| 2011-12   | 1     | LFB  | 18-8  |      |               | Semifinalista |                            |
| 2012-13   | 1     | LFB  | 15-5  | 2-3  | Semifinalista | Semifinalista |                            |
| 2013-14   | 1     | LFB  | 11-11 |      |               |               |                            |
| 2014-15   | 1     | LFB  | 23-3  | 4-0  | Campeã        | Semifinalista |                            |
| 2015-16   | 1     | LFB  | 17-9  | 3-2  | Finalista     | Semifinalista | 1 Euroliga - Primeira Fase |
| 2016-17   | 1     | LFB  | 21-5  | 3-2  | Finalista     | Finalista     | 2 Eurocopa - Primeira Fase |
| 2017-18   | 1     | LFB  |       |      |               |               |                            |